# Teorema de Krull–Schmidt
O Teorema de Krull-Remak-Schmidt é um resultado da Teoria dos Grupos que lida com as possíveis maneiras de expressar um grupo como uma decomposição de Remak, desde que tal grupo satisfaça certas condições de finitude em cadeias de subgrupos normais.

## Automorfismos centrais
Se {\displaystyle G} é um grupo, é sempre verdade que seu centro, {\displaystyle Z_{G}}, permanece invariante sob a ação de {\displaystyle \operatorname {Aut} G}, o grupo de automorfismos de {\displaystyle G}. Segue que um automorfismo {\displaystyle \alpha \in \operatorname {Aut} G} induz um endomorfismo {\displaystyle {\bar {\alpha }}\in \operatorname {End} (G/Z)}, o único satisfazendo {\displaystyle {\bar {\alpha }}\circ \pi _{Z}=\pi _{Z}\circ \alpha }, onde {\displaystyle \pi _{Z}} projeta {\displaystyle G} sobre {\displaystyle G/Z}. Imediatamente se obtém que {\displaystyle {\bar {\alpha }}\in \operatorname {Aut} (G/Z)}. O automorfismo {\displaystyle \alpha } dir-se-á central quando {\displaystyle {\bar {\alpha }}=\operatorname {id} }. Isso é claramente equivalente a {\displaystyle g\equiv g^{\alpha }\,(\operatorname {mod} \,Z_{G})} para todo {\displaystyle g\in G}, que é equivalente a {\displaystyle \alpha } comutar com todo automorfismo interno de {\displaystyle G}, i.e., {\displaystyle \alpha \in \mathrm {C} _{\operatorname {Aut} G}(\operatorname {Inn} G)}. O conjunto de automorfismos centrais é um subgrupo de {\displaystyle \operatorname {Aut} G}, denotado por {\displaystyle \operatorname {Aut} _{\textbf {c}}(G)}.

## Cadeias ascendentes e descendentes de subgrupos normais
Diremos que um grupo {\displaystyle G} satisfaz a condição {\displaystyle {\text{max-}}n} (ou condição da cadeia ascendente, c.c.a, para subgrupos normais) se toda cadeia ascendente {\displaystyle N_{1}\leq N_{2}\leq \ldots \leq N_{k}\leq \ldots \leq G} de subgrupos normais de {\displaystyle G} eventualmente estabiliza, isto é, se houver {\displaystyle m\geq 1} tal que {\displaystyle N_{k}=N_{k+1}} para todo {\displaystyle k\geq m}. A condição {\displaystyle {\text{min-}}n}, a respeito de cadeias descendentes de subgrupos normais, é definida similarmente. As propriedades {\displaystyle {\text{max-}}n} e {\displaystyle {\text{min-}}n} são fechadas para a formação de extensões, isto é, se {\displaystyle N\vartriangleleft G} e {\displaystyle N} e {\displaystyle G/N} detêm a propriedade em questão, então {\displaystyle G} também possui.
Exemplo 1. Não é difícil provar que um grupo possui {\displaystyle {\text{max-}}n} se, e somente se, todo subgrupo normal é o fecho normal de algum subgrupo finitamente gerado. Em particular, para grupos Abelianos, possuir {\displaystyle {\text{max-}}n} é equivalente a ser finitamente gerado. Segue que um grupo Abeliano livre de posto finito possui {\displaystyle {\text{max-}}n}. Grupos Abelianos livres não possuem {\displaystyle {\text{min-}}n}, haja vista que uma condição necessária para um grupo Abeliano possuir {\displaystyle {\text{min-}}n} é que ele seja de torção.
Exemplo 2. Se {\displaystyle p} é um inteiro positivo primo, o {\displaystyle p}-grupo quasicíclico de Prüfer {\displaystyle C(p^{\infty })=\varinjlim C_{p^{n}}}, que pode ser visto como o subgrupo dos {\displaystyle p}-elementos do grupo multiplicativo {\displaystyle \mathbb {C} ^{\ast }} do corpo dos números complexos, possui {\displaystyle {\text{min-}}n}, já que qualquer um de seus subgrupos próprios é cíclico finito. Não possui {\displaystyle {\text{max-}}n} pois é Abeliano não finitamente gerado.
Exemplo 3. O grupo {\displaystyle \mathbb {Q} /\mathbb {Z} }, a componente de torção de {\displaystyle \mathbb {C} ^{\ast }}, não possui nem {\displaystyle {\text{max-}}n}, nem {\displaystyle {\text{min-}}n}. Se {\displaystyle \pi } é um conjunto de primos, seja {\displaystyle R_{\pi }={\bigg \{}{\frac {m}{n}}:n\in \mathbb {Z} ^{+},m\in \mathbb {Z} ,p\nmid n{\text{ para todo }}p\in \pi {\bigg \}}}. Então se ordenarmos os primos {\displaystyle p_{1}<p_{2}<p_{3}<\ldots <p_{r}<\ldots }, segue que {\displaystyle R_{p_{1}}\geq R_{p_{1},p_{2}}\geq R_{p_{1},p_{2},p_{3}}\geq R_{p_{1},p_{2},p_{3},p_{4}}\geq \ldots } é uma cadeia descendente de subgrupos de {\displaystyle \mathbb {Q} }, todos contendo {\displaystyle \mathbb {Z} }, que não estabiliza.
Exemplo 4. (A propriedade {\displaystyle {\text{max-}}n} pode não ser herdada por subgrupos normais) Seja {\displaystyle A} o grupo aditivo dos números racionais diádicos, isto é, {\displaystyle A} é o subgrupo de {\displaystyle (\mathbb {Q} ,+)} consistindo dos elementos da forma {\displaystyle m2^{n}}, com {\displaystyle m} e {\displaystyle n} inteiros. Façamos o grupo cíclico infinito {\displaystyle T=\langle t\rangle } agir em {\displaystyle A} segundo a regra {\displaystyle a^{t}=2a}. Essa é uma ação por automorfismos, logo podemos formar o produto semidireto {\displaystyle G=T\ltimes A}. Quais são os subgrupos de {\displaystyle A} estáveis sob a ação de {\displaystyle T}? Afirmo que a associação {\displaystyle K\mapsto K\cap \mathbb {Z} } é um monomorfismo de conjuntos parcialmente ordenados que leva um {\displaystyle T}-subgrupo de {\displaystyle A} a um subgrupo de {\displaystyle \mathbb {Z} }: de fato, seja {\displaystyle K\cap \mathbb {Z} =\langle k\rangle }; se {\displaystyle m2^{n}} está em {\displaystyle K}, então, sendo {\displaystyle K} um {\displaystyle T}-subgrupo de {\displaystyle A}, segue que {\displaystyle (m2^{n})^{t^{-n}}} está em {\displaystyle K}, donde {\displaystyle m\in K\cap \mathbb {Z} }, logo {\displaystyle k\mid m}. Analogamente, temos {\displaystyle \ell \in K} se {\displaystyle k\mid \ell }; portanto, {\displaystyle 2^{r}\ell \in K} para todo {\displaystyle r\in \mathbb {Z} } e todo {\displaystyle \ell \in k\mathbb {Z} }, provando a afirmação. Segue disso que toda cadeia ascendente de {\displaystyle T}-subgrupos de {\displaystyle A} eventualmente estabiliza. Se {\displaystyle N\vartriangleleft G}, então {\displaystyle N\cap A} é um {\displaystyle T}-subgrupo de {\displaystyle A} e {\displaystyle NA/A\leq T}. Isso é suficiente para concluir que {\displaystyle G} possui {\displaystyle {\text{max-}}n}; note, contudo, que {\displaystyle A\vartriangleleft G} é um grupo Abeliano não finitamente gerado.
Exemplo 5. (V. S. Čarin – A propriedade {\displaystyle {\text{min-}}n} pode não ser herdada por subgrupos normais) Seja {\displaystyle p} um número primo. O fecho algébrico de {\displaystyle \operatorname {GF} (p)}, o corpo de {\displaystyle p} elementos, é, a menos de isomorfismo, {\displaystyle K_{p}=\mathop {\textstyle {\bigcup }} _{n=1}^{\infty }\operatorname {GF} (p^{n!})}. Essa é uma extensão algébrica, algebricamente fechada de {\displaystyle \operatorname {GF} (p)}. O grupo multiplicativo {\displaystyle K_{p}^{\ast }} é de torção, portanto podemos escrever {\displaystyle K_{p}^{\ast }=\mathop {\text{Dr}} _{q{\text{ primo}}}K_{p}^{\ast }[q^{\infty }]}, onde {\displaystyle K_{p}^{\ast }[q^{\infty }]} é o subgrupo dos {\displaystyle q}-elementos de {\displaystyle K_{p}^{\ast }}. Se {\displaystyle x^{p^{r}}-1=0}, então {\displaystyle {\big (}x-1{\big )}^{p^{r}}=0}, uma vez que estamos em característica {\displaystyle p}; logo, {\displaystyle x=1}, donde {\displaystyle K_{p}^{\ast }=\mathop {\text{Dr}} _{q\neq p{\text{ primo}}}K_{p}^{\ast }[q^{\infty }]}. Se {\displaystyle q\neq p}, o polinômio {\displaystyle x^{q^{r}}-1\in K_{p}[x]} decompõe-se em fatores lineares, logo, possui menos de {\displaystyle q^{r}} raízes se e somente se possui raízes repetidas – caso imediatamente descartado pela derivada. Então o subgrupo {\displaystyle K_{p}^{\ast }[q^{r}]:=\{x\in K_{p}^{\ast }\mid x^{q^{r}}=1\}} tem {\displaystyle q^{r}} elementos e, sendo um subgrupo finito do grupo multiplicativo de um corpo, é cíclico. Temos daí a cadeia ascendente de subgrupos cíclicos {\displaystyle K_{p}^{\ast }[q]<K_{p}^{\ast }[q^{2}]<K_{p}^{\ast }[q^{3}]<\ldots <K_{p}^{\ast }[q^{r}]<\ldots } com {\displaystyle K_{p}^{\ast }[q^{\infty }]=\mathop {\textstyle {\bigcup }} _{r=1}^{\infty }K_{p}^{\ast }[q^{r}]}. Pode-se concluir que {\displaystyle K_{p}^{\ast }[q^{\infty }]\cong C(q^{\infty })}, o {\displaystyle q}-grupo quasicíclico de Prüfer. Finalmente, {\displaystyle K_{p}^{\ast }\cong \mathop {\text{Dr}} _{q\neq p{\text{ primo}}}C(q^{\infty })}. Agora, fixe um primo {\displaystyle q} distinto de {\displaystyle p}. Seja {\displaystyle F} o subcorpo de {\displaystyle K_{p}} gerado sobre {\displaystyle \operatorname {GF} (p)} pelos elementos de {\displaystyle X=C(q^{\infty })} e seja {\displaystyle A} o grupo aditivo de {\displaystyle F}, de forma que {\displaystyle A} é um {\displaystyle p}-grupo Abeliano elementar infinito (logo não possui {\displaystyle {\text{min-}}n}). Considere o subanel de {\displaystyle K_{p}} gerado sobre {\displaystyle \operatorname {GF} (p)} pelos elementos de {\displaystyle X}; vê-se facilmente que todo elemento em tal subanel está em algum anel {\displaystyle \operatorname {GF} (p)[x]}, para algum {\displaystyle x\in X}. Como {\displaystyle x} é algébrico sobre {\displaystyle \operatorname {GF} (p)}, o anel {\displaystyle \operatorname {GF} (p)[x]} é um corpo, portanto o subanel {\displaystyle \operatorname {GF} (p)[X]} coincide com o corpo gerado pelos elementos de {\displaystyle X}. O grupo {\displaystyle X} age por automorfismos sobre {\displaystyle A}, por meio da multiplicação do corpo. Temos então o produto semidireto correspondente {\displaystyle G=X\ltimes A}. Se {\displaystyle \{0\}\neq H} é um {\displaystyle X}-subgrupo de {\displaystyle A}, seja {\displaystyle 0\neq a\in H}; pelas considerações anteriores, podemos escrever {\displaystyle a^{-1}=\ell _{1}x_{1}+\ell _{2}x_{2}+\ldots +\ell _{r}x_{r}} com os {\displaystyle \ell _{i}}s em {\displaystyle \operatorname {GF} (p)} e os {\displaystyle x_{i}}s em {\displaystyle X}. Temos {\displaystyle \ell _{i}(x_{i}a)\in H} para todo {\displaystyle i=1,2,\ldots ,r}. Logo {\displaystyle a^{-1}a=1\in H}, portanto {\displaystyle H} contém {\displaystyle X} e, daí, {\displaystyle H=A}. Pelo Exemplo 2, o grupo {\displaystyle X} possui {\displaystyle {\text{min-}}n}; logo também o possui {\displaystyle G}. Mas {\displaystyle A\vartriangleleft G} não possui {\displaystyle {\text{min-}}n}. 

## Decomposições de Remak
Um grupo {\displaystyle G} é dito diretamente indecomponível quando a única decomposição de {\displaystyle G} como produto direto de dois subgrupos normais é a trivial, isto é, quando {\displaystyle H\vartriangleleft G}, {\displaystyle N\vartriangleleft G}, {\displaystyle H\cap N=1} e {\displaystyle G=HN} implicam {\displaystyle H=1} ou {\displaystyle N=1}. Se um grupo for diretamente decomponível, isto é, não for diretamente indecomponível, é natural tentar decompor um par de fatores diretos não-triviais até que se obtenham fatores indecomponíveis. Remak provou que, caso o grupo em questão possua a condição {\displaystyle {\text{min-}}n}, esse processo pode ser realizado em um número finito de passos, isto é, temos a seguinte
Proposição. Se {\displaystyle G} é um grupo que possui a condição {\displaystyle {\text{min-}}n}, então {\displaystyle G} se expressa como o produto direto de uma família finita de subgrupos normais, não-triviais e diretamente indecomponíveis. Tal decomposição é chamada de uma decomposição de Remak para {\displaystyle G}.

## Teorema de Krull-Remak-Schmidt
Teorema (Krull-Remak-Schmidt). Seja {\displaystyle G} um grupo que detém ambas as propriedades {\displaystyle {\text{max-}}n}, {\displaystyle {\text{min-}}n}. Sejam {\displaystyle G=H_{1}\times H_{2}\times \cdots \times H_{r}=K_{1}\times K_{2}\times \cdots \times K_{s}} duas decomposições de Remak para {\displaystyle G}. Então {\displaystyle r=s} e existem um automorfismo central {\displaystyle \theta \in \mathop {{\textrm {Aut}}_{\textbf {c}}} (G)} e uma permutação {\displaystyle \pi \in \operatorname {Sym} (r)} tais que {\displaystyle H_{i}^{\theta }=K_{i^{\pi }}} para todo {\displaystyle i} entre {\displaystyle 1} e {\displaystyle r}. Além disso, {\displaystyle G=H_{1}\times \cdots H_{k}\times K_{k+1}\times \cdots \times K_{r}} para todo {\displaystyle k} entre {\displaystyle 1} e {\displaystyle r}.

## Um corolário: cancelamento em produtos diretos
Provaremos a seguinte
Proposição. Sejam {\displaystyle A,G,H} grupos que possuem ambas as propriedades {\displaystyle {\text{max-}}n} e {\displaystyle {\text{min-}}n}. Se {\displaystyle A\times G\cong A\times H}, então {\displaystyle G\cong H}. Se {\displaystyle \underbrace {G\times G\times \cdots \times G} _{m{\text{ fatores}}}\cong \underbrace {H\times H\times \cdots \times H} _{m{\text{ fatores}}}}para algum inteiro positivo {\displaystyle m}, então {\displaystyle G\cong H}.
Prova. Note que {\displaystyle A\times G} possui {\displaystyle {\text{max-}}n} e {\displaystyle {\text{min-}}n}, pois é a extensão cindida trivial de {\displaystyle A} por {\displaystyle G}. Se conseguirmos provar a afirmação para o caso em que {\displaystyle A} é diretamente indecomponível, indução no comprimento de uma decomposição de Remak para {\displaystyle A} dá conta do caso geral. Sejam então {\displaystyle G=G_{2}\times \cdots \times G_{n}}, {\displaystyle H=H_{2}\times \cdots H_{m}} decomposições de Remak para {\displaystyle G} e {\displaystyle H}. Defina {\displaystyle H_{1}:=A,G_{1}:=A}. A imagem de cada um dos fatores diretos {\displaystyle G_{1},\ldots ,G_{n}}  por um isomorfismo {\displaystyle A\times G\to A\times H} fornece uma decomposição de Remak para {\displaystyle A\times H}, portanto, pelo Teorema, {\displaystyle m=n.} O Teorema implica também que, para alguma permutação {\displaystyle \sigma \in \operatorname {Sym} (n)}, {\displaystyle G_{i}\cong H_{i^{\sigma }}}. Se {\displaystyle 1^{\sigma }=1}, estamos terminados. Caso {\displaystyle 1^{\sigma }\neq 1}, seja {\displaystyle \ell =1^{\sigma ^{-1}}>1}. Temos {\displaystyle \mathop {\textstyle {\prod }} _{1<i\leq n}G_{i}\cong {\Big (}\mathop {\textstyle {\prod }} _{i\notin \{1,\ell \}}H_{i\sigma }{\Big )}\times G_{\ell }\cong {\Big (}\mathop {\textstyle {\prod }} _{i\notin \{1,1\sigma \}}H_{i}{\Big )}\times G_{\ell }\cong {\Big (}\mathop {\textstyle {\prod }} _{i\notin \{1,1\sigma \}}H_{i}{\Big )}\times H_{1}={\Big (}\mathop {\textstyle {\prod }} _{i\notin \{1,1\sigma \}}H_{i}{\Big )}\times G_{1}\cong {\Big (}\mathop {\textstyle {\prod }} _{i\notin \{1,1\sigma \}}H_{i}{\Big )}\times H_{1\sigma }\cong \mathop {\textstyle {\prod }} _{1<i\leq n}H_{i}}.
A segunda afirmação segue do Teorema e da primeira, bastando induzir no comprimento de uma sequência de Remak para {\displaystyle G} (que coincide com aquele de {\displaystyle H}). 

Essa propriedade de cancelamento falha em geral: se {\displaystyle W} é o produto direto (restrito) de uma família enumerável infinita de grupos cíclicos de ordem {\displaystyle 2}, {\displaystyle W=\mathop {\textsf {Dr}} _{n\in \omega }L_{n}}, {\displaystyle L_{n}\cong C_{2}} para todo {\displaystyle n}, então {\displaystyle W\times C_{2}\cong W\times (C_{2}\times C_{2})}. Como todo grupo finito possui {\displaystyle {\text{max-}}n} e {\displaystyle {\text{min-}}n}, a implicação {\displaystyle A\times G\cong A\times H\implies G\cong H} é verdadeira sempre que {\displaystyle A,G} e {\displaystyle H} forem grupos finitos.